# Úlfljótsvatn
Úlfljótsvatn – jezioro w południowej Islandii, na południe od jeziora Þingvallavatn, 74 km na wschód od stolicy, Reykjavíku.

## Geografia
Jezioro ma powierzchnię 245 hektarów. Jedynym dopływem jest rzeka Sog, która przepływa także przez jezioro Álftavatn. Wysokość lustra znajduje się 80 m n.p.m. Maksymalna głębokość jeziora sięga 20 metrów. Dominującym gatunkiem ryby jest tu golec zwyczajny.